# Nagymarton
Nagymarton (németül Mattersburg, korábban Mattersdorf, a 14. században Mertensdorf) kisváros Ausztriában, Burgenland tartományban, a Nagymartoni járás székhelye.

## Nevének eredete
Nevét Szent Márton tiszteletére szentelt templomáról kapta, előtagja a tartományi székhelytől, Kismartontól különbözteti meg. A német nevek tagja Matters- (Mattersdorf, ma Mattersburg) is Szent Mártonból származik.

## Fekvése

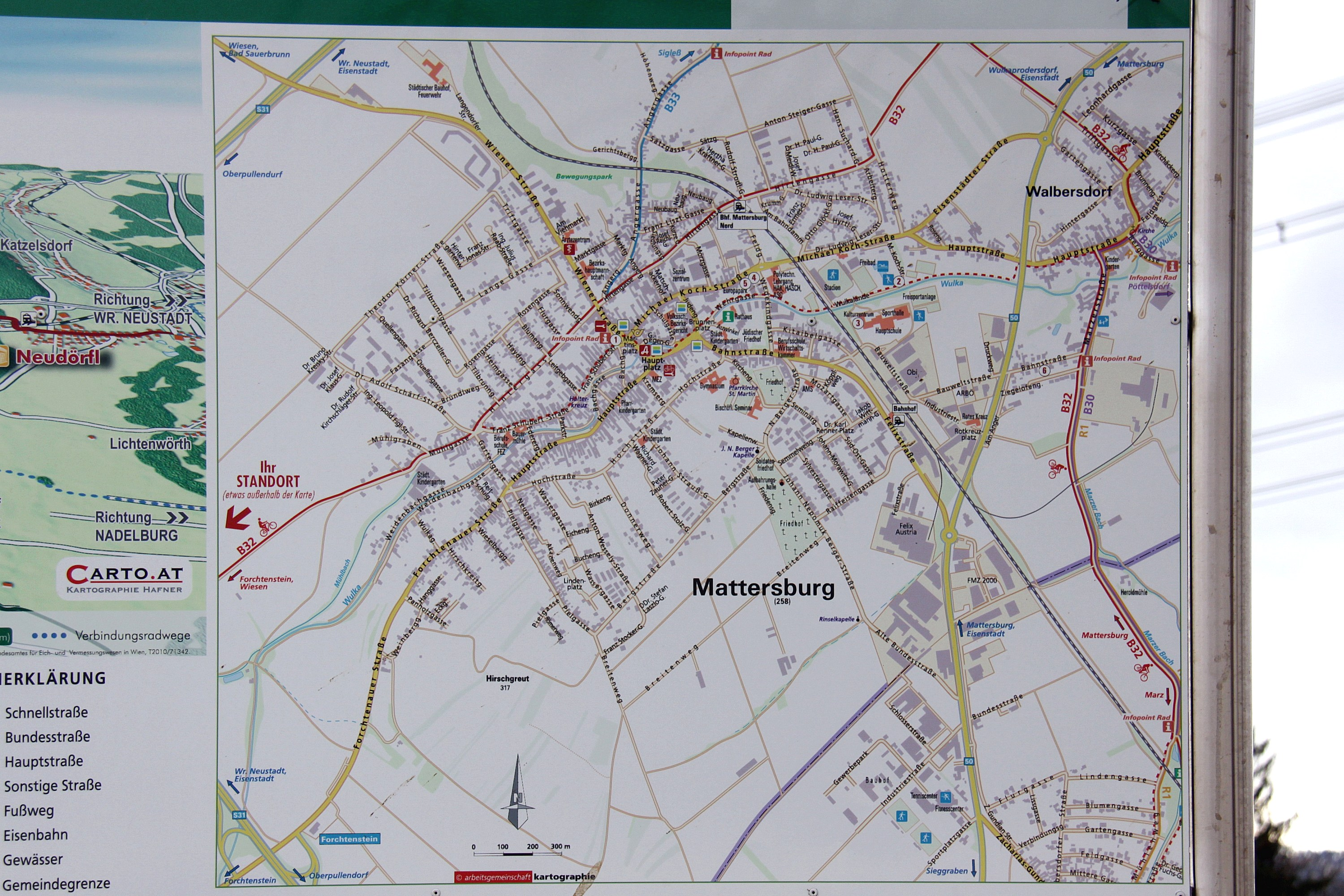
Nagymarton utcatérképe

Kismartontól 22 km-re délnyugatra, a Vulka partján fekszik, nyugatról a Rozália-hegység, délről pedig a Soproni-hegység övezi.

## Története

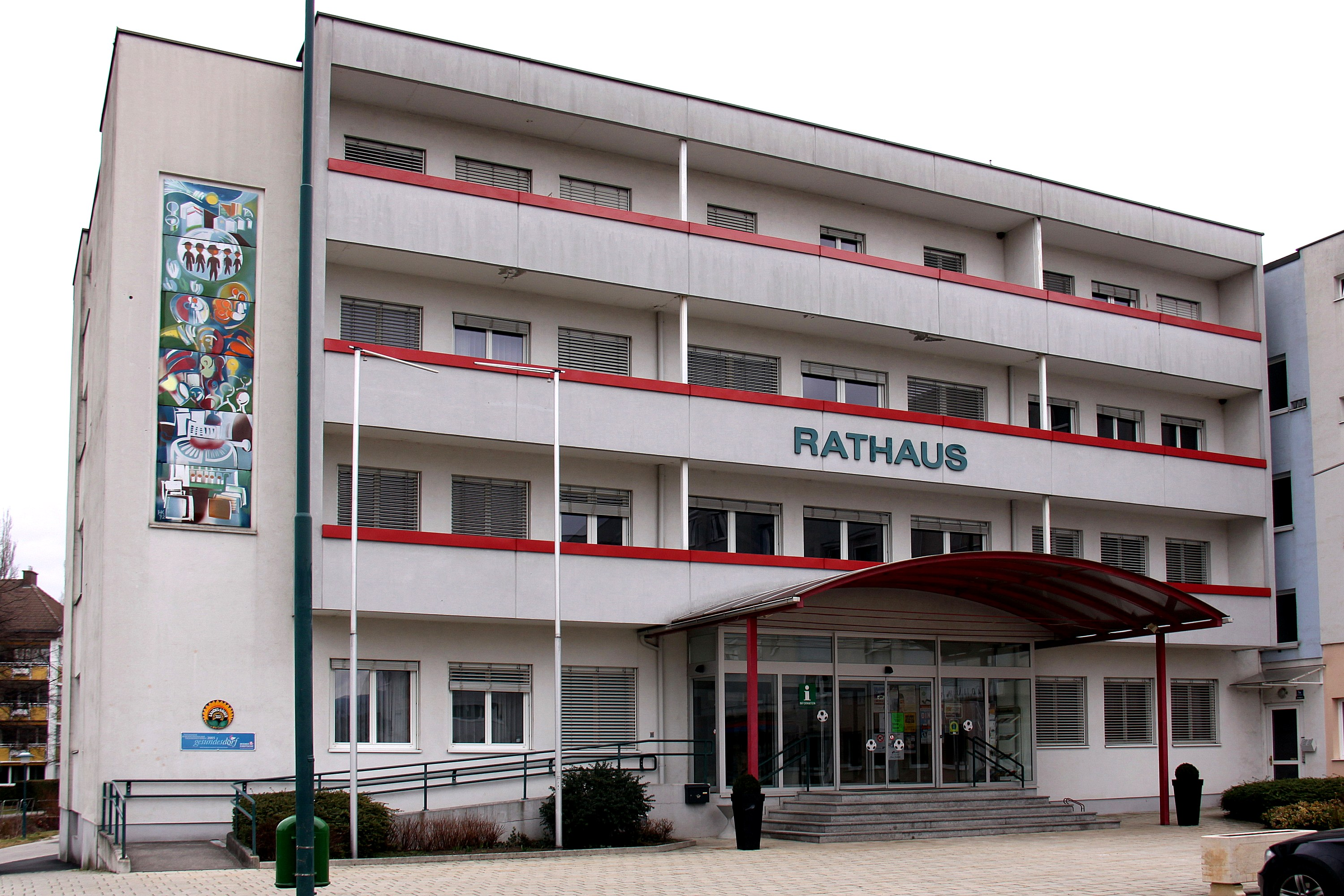
Városháza

A város környéke már az ókorban lakott hely volt, területén római és longobárd sírok kerültek elő.
1202-ben "villa Martini" néven Imre király adománylevelében említik először. 1314-ben "Villa Martini maior", 1346-ban "Villa Nogmortun", 1371-ben "Nogmarton", 1434-ben "Oppidum Noghmarton" néven szerepel a korabeli forrásokban.
Nagymartonban már 1345-ben tartottak országos vásárokat. A település Nagymartoni család egykori birtokközpontja, akik a városban bírt jogaikat 1434-ben a Molnáriakra ruházták át. 1390-ban már állt Szent Márton tiszteletére szentelt temploma, mely sokkal korábbi lehet, hiszen a települést nevét is a templom védőszentje után kapta.
Egykor vára és erődtemploma is volt, melyek 1294-ben a németújvári viszály idején pusztultak el.
A várost 1529-ben  és 1532-ben feldúlta a török. A 17. századtól az Esterházy család birtoka volt. A 16. század közepén Sopronból jelentős számú zsidó telepedett le itt, a zsidónegyedet 1644-ben említik először. 1671-ben I. Lipót parancsára az összes nagymartoni zsidónak el kellett hagynia birtokait és amikor 1678-ban visszatérhettek újra meg kellett vásárolniuk őket. A zsidó lakosság a későbbi zaklatások ellenére is megmaradt és a zsidó negyed 1903-ban végleg egyesült a város többi részével. 1683-ban a Bécs ellen vonuló török pusztította el a települést. 1713-ban pestisjárvány, 1774-ben és 1856-ban nagy tűzvészek pusztítottak.

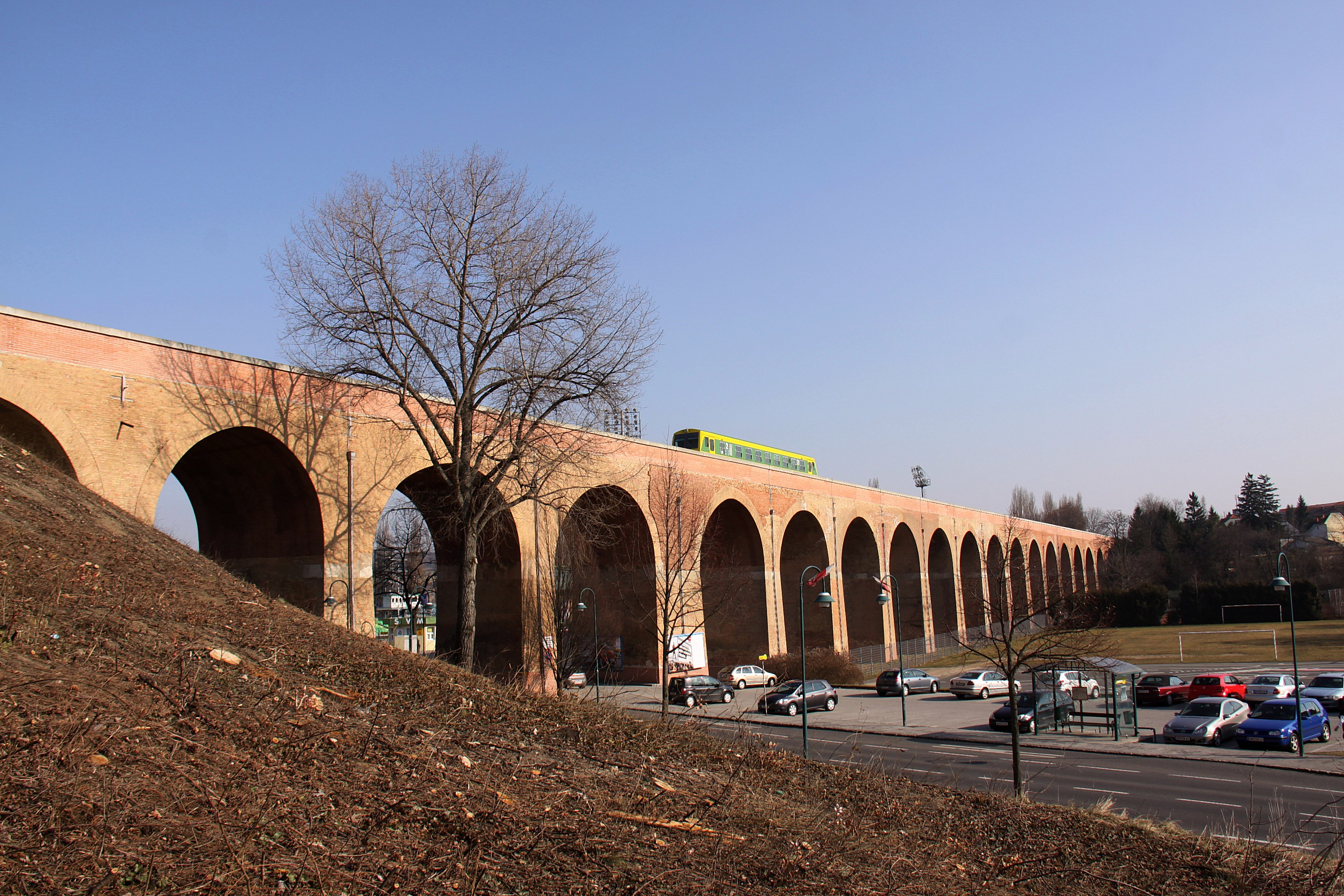
Viadukt

A 19. században keménycserépüzem működött itt, amelyet Ziegler János alapított 1815-ben vagy 1818-ban. Kissé sárgás szinezetű edényei a bécsi porcelángyár klasszicista stílusát követték. 1847-ben megnyílt a Bécsújhely-Nagymarton vasútvonal, mely fejlődésén nagyot lendített. Itt a Vulka völgyében 250 m hosszú vasúti viadukt is épült, mely egyik látványossága lett a városnak.
Fényes Elek szerint " Nagymarton, németűl, Mattersdorf, német m. v. Sopron vmegyében, Sopronhoz nyugot-északra 2 mfd., 3000 kath., 1500 zsidó lak., paroch. templommal, synagógával. Dombos határában van 2099 h. szántóföld, 138 h. rét, 170 h. legelő, 437 h. szőlőhegy, és 1474 h. erdő. Földje sokféle, egészben közép termékenységű, s búza, rozs, árpa, zab és burgonya vettetik. A gyümölcstermesztés csak most kezd éledni. Erdeje részint fenyőfákból áll. F. u. h. Eszterházy Pál."

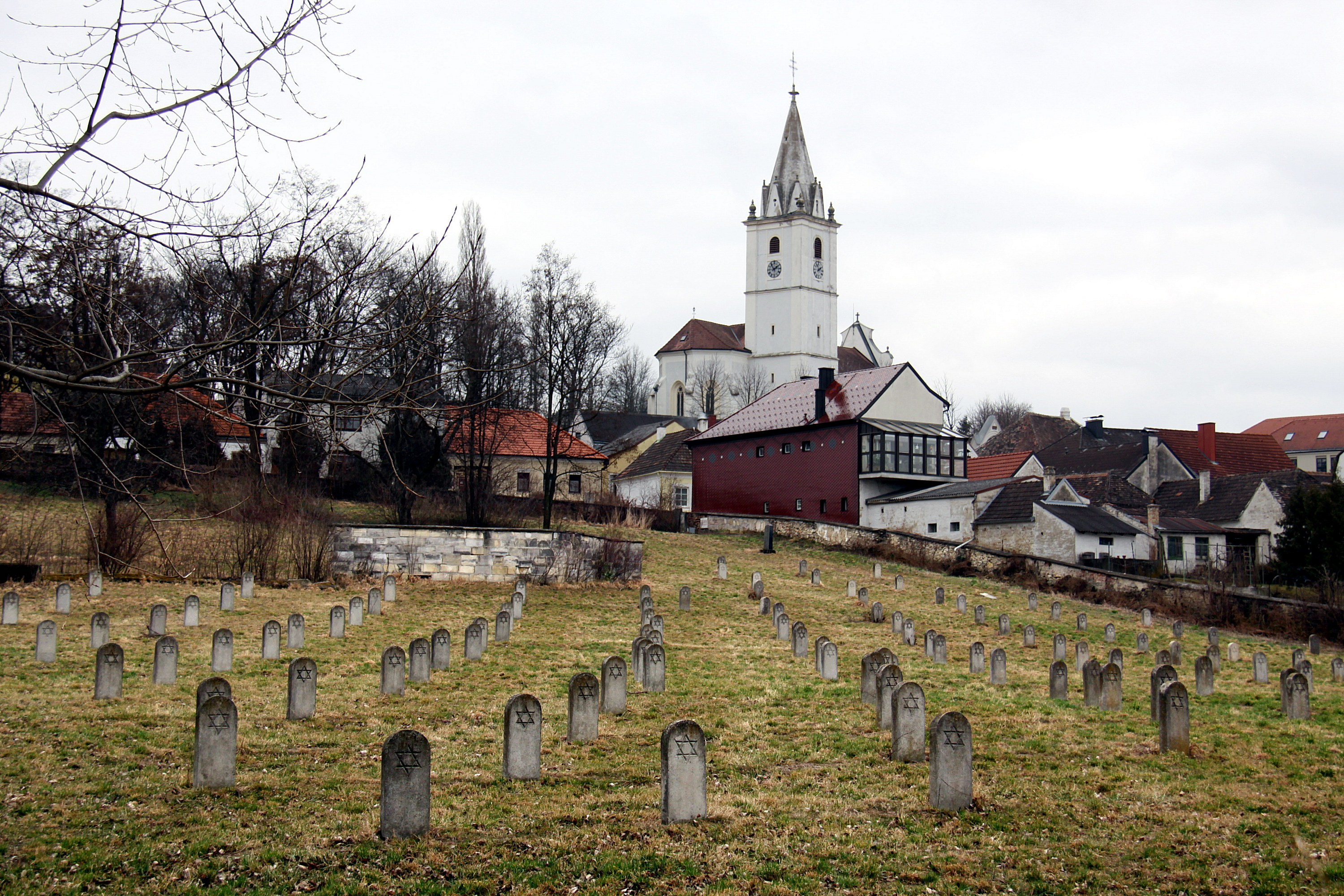
Zsidó temető, háttérben a Szent Márton római katolikus plébániatemplom

1898-ban a város hivatalosan is a Nagymarton nevet kapta. 1910-ben 3772 lakosából 3359 német és 358 magyar volt. A trianoni békeszerződésig Sopron vármegye Nagymartoni járásának székhelye volt. 1918. november 22-től november 24-ig állt fenn Nagymarton székhellyel a Hiénc Köztársaság. 1921-ben a trianoni és saint germaini békeszerződések értelmében Ausztria része lett. 1921-től Mattersdorf, 1924-ben pedig Mattersburg lett a hivatalos neve. A település 1926. július 1-jén kapott városi rangot. 1938-ban összes zsidó lakosát elhurcolták, a város polgármestere a zsinagógára fehér zászlót tűzött ki annak jeléül, hogy Nagymarton zsidómentes város. 1939-ben a szomszédos Borbolyát hozzácsatolták. A második világháborúban 194 lakos esett el és tünt el, 8 lakost bombák öltek meg, 20 lakossal a harcok során végeztek és mintegy száz zsidó pusztult el koncentrációs táborokban. A megszálló csapatok nyomán tífusz is pusztított.
A háború után megkezdődött az újjáépítés, új lakók telepedtek le a városban. Főiskola és sportközpont épült. Az 1924-ben alapított középiskolát 1948-ban gimnázium rangjára emelték. A svéd Felix Austria cég 1959-ben leányvállalatot alapított itt és nagy konzervgyárat épített. A járási hivatalok épületei 1962-ben készültek el, de 2004-ben új épületbe költözhettek. 1971. január 1-jén Nagymarton és Borbolya hivatalosan is egyesült. 1972-ben felépült az új városháza épülete. 2001-ben 6256 lakosából 5514 német, 166 horvát, 114 magyar volt.

## Nevezetességei
- Szent Márton tiszteletére szentelt római katolikus plébániatemploma eredetileg gótikus stílusú, 1390-ben már állt. 1659-ben barokk stílusban építették át, majd a 18. században három hajósra bővítették. Villámsújtotta tornyát 1907-ben állították helyre, 1960-ban az egész templomot kívülről renoválták, 1975-ben belsejét is megújították. Mária oltára 1736-ból, szószéke 1700-ból, két kórusszéke 1774-ből való. Az aranyozott apostol-szobrok és a jobboldali hajó díszes gyóntatószéke a 18. század közepén készültek. Előtte 17. századi kőszobor áll. A templom dombtetőn áll, ahova hosszú lépcsősor vezet. Védőfal övezi és körülötte ma is láthatók a kuruc harcok során emelt sáncok nyomai. Régen több kutató feltételezte, hogy ezen a dombon állt a 12. században a Nagymartoni grófok első vára. Sokkal valószínűbb azonban a legújabb elmélet, amely azt a várat fraknóaljai „Hausberg”-en keresi és biztosra veszi, hogy itt a nagymartoni templomdombon csak egy megerősített háza állt a grófi családnak.
- A késő barokk Csermely-kápolna (Rinnsalkapelle) a 17. században épült búcsújáróhely. Az oltáron lévő kegykép a czenstochowai Madonnát, a szoboralakok pedig Szent Annát és Szent Joachimot ábrázolják.
- A Nepomuki Szent János-kápolna 1853-ban épült neogótikus stílusban. Kapuja felett a Berger család címere látható.
- A várostól délnyugatra fekvő „Auskreithkapelle” 1722-ben épült téglaépítmény félköralakú fülkével. A Szentáromságopt és Szűz Máriát ábrázoló fadomborműve ma a városi múzeumban látható.
- A Schubert-parkban álló háborús emlékkápolna 1925-ben épült. A háborúban súlyosan sérült építményt 1948-ban renoválták. A két világháborúban elesett hősök emléktáblája olvasható rajta.
- A Schubert-parkban álló „Halterkreuz” kőoszlop 1446-ből való.
- A főtéren álló pestis-emlékmű 1714-ben készült. Korintoszi oszlopán Szent Rozália és Immaculata-szobor áll. Mellékalakjai Szent Seebestyén, Szent Rókus, Szent Mária Magdolna és Szent Borbála. Az alkotást 1913-ban újjáépítették.
- A Hintergassén álló képoszlop 1711-ben készült.
- A vasúti átjárónál álló Koronázás-oszlop 1671-ben készült Szűz Mária és a Szentháromság alakjával.
- A templomtól északra álló Mária és Anna-oszlop a 17. század második felében készült.
- A zsidó temető Bahnstraße és a Wedekindgasse kereszteződésében található.
- Az 1354-ben épített egykori zsidó imaház helyét kőlap jelzi.
- A város futballcsapata az SV Mattersburg.
- A városi kultúrközpont a tartomány első ilyen központja 1973 és 1976 között épült Herwig Graf tervei szerint, modern betonépület.

## Híres emberek
- Itt született 1707-ben Schmitth Miklós jezsuita tanár, történetíró.
- Itt született 1757. február 3-án Kitaibel Pál botanikus.
- Itt született 1768-ban Johann Berger császári-királyi táborszernagy.
- Itt született 1830-ban Hoffmann Pál jogtudós, egyetemi tanár.